# Vòng loại Giải vô địch bóng đá thế giới 1994 – Khu vực châu Âu (Bảng 5)
Các trận đấu vòng loại Bảng 5 của khu vực châu Âu (UEFA) trong vòng loại giải vô địch bóng đá thế giới 1994 diễn ra từ tháng 5 năm 1992 đến tháng 11 năm 1993. Các đội thi đấu theo thể thức sân nhà - sân khách với đội đứng nhất và đứng nhì giành 2 trong 12 suất tham dự vòng chung kết giải đấu được phân bổ cho khu vực châu Âu. Bảng 5 bao gồm Hy Lạp, Hungary, Iceland, Luxembourg, Nga và Nam Tư.
Vào tháng 10 năm 1992, FIFA cấm Nam Tư do các lệnh trừng phạt của Liên Hợp Quốc bắt nguồn từ chiến tranh Nam Tư.
Tại thời điểm diễn ra lễ bốc thăm vào ngày 8 tháng 12 năm 1991, Nga được gọi là Liên Xô và tham dự Giải vô địch bóng đá châu Âu 1992 với tư cách là Cộng đồng các Quốc gia Độc lập. Sau khi Liên Xô tan rã, Ukraina đề xuất tổ chức một giải đấu riêng cho tất cả những nước trong Liên Xô. Gruzia và Armenia ủng hộ đề xuất này nhưng không được Nga đồng ý. Quyết định cuối cùng về việc kế thừa được đưa ra vào ngày 1 tháng 6 năm 1992 tại cuộc họp của Uỷ ban Điều hành FIFA ở Stockholm.

## Bảng xếp hạng
| VT | Đội        | ST | T | H | B | BT | BB | HS  | Đ  | Giành quyền tham dự                                    |     |     |     |     |     |     |
| -- | ---------- | -- | - | - | - | -- | -- | --- | -- | ------------------------------------------------------ | --- | --- | --- | --- | --- | --- |
| 1  | Hy Lạp     | 8  | 6 | 2 | 0 | 10 | 2  | +8  | 14 | Giành quyền tham dự Giải vô địch bóng đá thế giới 1994 |     | —   | 1–0 | 1–0 | 0–0 | 2–0 |
| 2  | Nga        | 8  | 5 | 2 | 1 | 15 | 4  | +11 | 12 | Giành quyền tham dự Giải vô địch bóng đá thế giới 1994 |     | 1–1 | —   | 1–0 | 3–0 | 2–0 |
| 3  | Iceland    | 8  | 3 | 2 | 3 | 7  | 6  | +1  | 8  |                                                        |     | 0–1 | 1–1 | —   | 2–0 | 1–0 |
| 4  | Hungary    | 8  | 2 | 1 | 5 | 6  | 11 | −5  | 5  |                                                        | 0–1 | 1–3 | 1–2 | —   | 1–0 |     |
| 5  | Luxembourg | 8  | 0 | 1 | 7 | 2  | 17 | −15 | 1  |                                                        | 1–3 | 0–4 | 1–1 | 0–3 | —   |     |

### Kết quả
| Hy Lạp            | 1 – 0    | Iceland |
| ----------------- | -------- | ------- |
| Sofianopoulos 25' | Chi tiết |         |

| Hungary      | 1 – 2    | Iceland                       |
| ------------ | -------- | ----------------------------- |
| K. Kovács 3' | Chi tiết | Orlygsson 51' · Magnússon 73' |

| Luxembourg | 0 – 3    | Hungary                         |
| ---------- | -------- | ------------------------------- |
|            | Chi tiết | Détári 15' · K. Kovács 53', 78' |

| Iceland | 0 – 1    | Hy Lạp              |
| ------- | -------- | ------------------- |
|         | Chi tiết | P. Tsalouchidis 61' |

| Nga       | 1 – 0    | Iceland |
| --------- | -------- | ------- |
| Yuran 65' | Chi tiết |         |

| Nga                      | 2 – 0    | Luxembourg |
| ------------------------ | -------- | ---------- |
| Yuran 5' · Radchenko 24' | Chi tiết |            |

| Hy Lạp | 0 – 0    | Hungary |
| ------ | -------- | ------- |
|        | Chi tiết |         |

| Hy Lạp                                    | 2 – 0    | Luxembourg |
| ----------------------------------------- | -------- | ---------- |
| Dimitriadis 30' (ph.đ.) · Mitropoulos 65' | Chi tiết |            |

| Hungary | 0 – 1    | Hy Lạp                  |
| ------- | -------- | ----------------------- |
|         | Chi tiết | Apostolakis 70' (ph.đ.) |

| Luxembourg | 0 – 4    | Nga                                           |
| ---------- | -------- | --------------------------------------------- |
|            | Chi tiết | Kiriakov 11', 46' · Shalimov 58' · Kulkov 90' |

| Nga                                         | 3 – 0    | Hungary |
| ------------------------------------------- | -------- | ------- |
| Kanchelskis 55' · Kolyvanov 60' · Yuran 85' | Chi tiết |         |

| Luxembourg           | 1 – 1    | Iceland        |
| -------------------- | -------- | -------------- |
| Birgisson 70' (l.n.) | Chi tiết | Gudjohnsen 40' |

| Nga                     | 1 – 1    | Hy Lạp          |
| ----------------------- | -------- | --------------- |
| Dobrovolski 70' (ph.đ.) | Chi tiết | Mitropoulos 45' |

| Iceland        | 1 – 1    | Nga          |
| -------------- | -------- | ------------ |
| Sverrisson 25' | Chi tiết | Kiriakov 38' |

| Iceland                         | 2 – 0    | Hungary |
| ------------------------------- | -------- | ------- |
| Sverrisson 13' · Gudjohnsen 77' | Chi tiết |         |

| Hungary    | 1 – 3    | Nga                                          |
| ---------- | -------- | -------------------------------------------- |
| Klausz 20' | Chi tiết | Piatnitski 14' · Kiriakov 53' · Borodiuk 89' |

| Iceland        | 1 – 0    | Luxembourg |
| -------------- | -------- | ---------- |
| Ingólfsson 61' | Chi tiết |            |

| Luxembourg  | 1 – 3    | Hy Lạp                                        |
| ----------- | -------- | --------------------------------------------- |
| Fanelli 82' | Chi tiết | Machlas 31' · Apostolakis 63' · Saravakos 71' |

| Hungary    | 1 – 0    | Luxembourg |
| ---------- | -------- | ---------- |
| Détári 20' | Chi tiết |            |

| Hy Lạp      | 1 – 0    | Nga |
| ----------- | -------- | --- |
| Machlas 69' | Chi tiết |     |

## Cầu thủ ghi bàn
4 bàn
| - Sergei Kiriakov |

3 bàn
| - Kálmán Kovács - Sergei Yuran |

2 bàn
| - Stratos Apostolakis - Nikos Machlas | - Tasos Mitropoulos - Lajos Détári | - Arnór Guðjohnsen - Eyjólfur Sverrisson |

1 bàn
| - Vasilis Dimitriadis - Dimitris Saravakos - Panagiotis Sofianopoulos - Panagiotis Tsalouchidis - László Klausz - Haraldur Ingólfsson | - Hörður Magnússon - Þorvaldur Örlygsson - Stefano Fanelli - Aleksandr Borodiuk - Igor Dobrovolski - Andrei Kanchelskis | - Igor Kolyvanov - Vasili Kulkov - Andrei Piatnitski - Dmitri Radchenko - Igor Shalimov |

1 bàn phản lưới nhà
| - Hlynur Birgisson (trong trận gặp Luxembourg) |